# Comuna Florițoaia Veche, Ungheni
Comuna Florițoaia Veche este o comună din raionul Ungheni, Republica Moldova. Este formată din satele Florițoaia Veche (sat-reședință), Florițoaia Nouă și Grozasca.

## Demografie
Conform datelor recensământului din 2014, comuna are o populație de 2.051 de locuitori. La recensământul din 2004 erau 2.096 de locuitori.

## Administrație și politică
Componența Consiliului local Florițoaia Veche (11 consilieri), ales la 5 noiembrie 2023, este următoarea:
|  | Partid                                        | Consilieri | Componență | Componență | Componență | Componență | Componență | Componență |
|  | --------------------------------------------- | ---------- | ---------- | ---------- | ---------- | ---------- | ---------- | ---------- |
|  | Partidul Acțiune și Solidaritate              | 6          |            |            |            |            |            |            |
|  | Partidul Dezvoltării și Consolidării Moldovei | 4          |            |            |            |            |            |            |
|  | Partidul Socialiștilor din Republica Moldova  | 1          |            |            |            |            |            |            |

## Personalități născute aici
- Radmila Popovici (n. 1972), scriitoare, membră a Uniunii Scriitorilor din Moldova și din România.
- Dumitru Crudu (n. 8 noiembrie 1967 , Florițoaia Nouă, raionul Ungheni, este un poet și dramaturg de limbă română din Republica
- Victor Mihalachi, canoist, numeroase medalii la campionate mondiale.